# 和国守
和 国守（やまと の くにもり）は、奈良時代の貴族。姓は史のち朝臣。贈正一位・和乙継（高野弟嗣）の子とする系図がある。官位は従五位上・大蔵少輔。

## 経歴
天応元年（781年）4月に桓武天皇の即位に伴って外従五位下に叙せられ、同年10月に造法華寺次官に任官する。園池正を経て、延暦3年（784年）内位の従五位下に叙せられる。またこの間、延暦2年（783年）国守ら一族35人は史姓から朝臣姓に改姓している。
延暦4年（785年）下野介に転じると、延暦6年（787年）三河守と、桓武朝前半の一時は地方官を務める。延暦9年（790年）大蔵少輔として京官に復し、延暦10年（791年）従五位上に至る。

## 官歴
『続日本紀』による。
- 時期不詳：正六位上
- 天応元年（781年） 4月15日：外従五位下。10月4日：造法華寺次官
- 天応2年（782年） 8月25日：園池正
- 延暦2年（783年） 4月20日：史姓から朝臣姓に改姓
- 延暦3年（784年） 正月7日：従五位下（内位）
- 延暦4年（785年） 正月15日：下野介
- 延暦6年（787年） 2月25日：三河守
- 延暦9年（790年） 3月26日：大蔵少輔
- 延暦10年（791年） 正月7日：従五位上

## 系譜
- 父：和乙継[1]
- 母：不詳
- 妻：不詳
  - 男子：和家麻呂（734-804）[1]